# Schildorn (Gemeinde Schildorn)
Schildorn ist ein Dorf im Innviertel von Oberösterreich wie auch Hauptort, Ortschaft und Katastralgemeinde der Gemeinde Schildorn im Bezirk Ried im Innkreis.

## Geographie
Der Ort befindet sich etwa 8 Kilometer südlich von Ried im Innkreis, am Nordrand des Hausruck-und-Kobernaußerwald-Zuges zum Innviertler Hügelland.
Das Dorf Schildorn liegt auf um die 520 m ü. A. Höhe am Anfang des Riedels, der sich zwischen Waldzeller Ache im Westen und Oberach im Osten vom Hausruck–Kobernaußerwald-Hauptkamm in das südliche Innviertel hinunterstreckt, und damit oberes Achental (südwestliches Innviertel) vom Einzugsgebiet der Antiesen (zentrales Innviertel) trennt.
Die Ortschaft Schildorn umfasst gut 140 Gebäude mit über 400 Einwohnern, knapp 1⁄3 der Gemeindebevölkerung.
Die Landesstraße Schildorner Straße (L1069) Pramet – L1064 bei Waldzell führt durch den Ort (km 1,6–2.2).
Der Ort selbst hat folgende Straßenbezeichnungen:
Ahornweg, Am Sonnenhang, Buchenweg, Burgstraße, Dorfplatz, Fischerstraße, Gartenweg, Hauptstraße, Kellerberg, Kirchenplatz, Litzlhamer Straße, Ringweg, Rosenweg, Schulstraße, Sportplatzstraße, Teichweg.
Zur umfassenderen Katastralgemeinde Schildorn mit 858,5 Hektar gehört das nördliche Gemeindegebiet, mit den Ortschaften
Ottenberg, Piereth, Freidling, Parz, und Auerding, Weiketsedt, Otzling am Riedel und am Schaubach zur Waldzeller Ache hin nördlich und nordwestlich des Hauptorts,
Litzlham und Weissenbrunn (Unterburgstall) am Litzlhamer Bach westlich,
Ebersau und Marö am Schildorngraben südlich,
und Rampfen, Aigen, Au (ehemals Prüglau, Ortschaft Knirzing) und Kronawitten im Tal der Oberach und am Kronawittbach nord- bis südwestlich.

### Nachbarorte
| Lohnsburg (KG, Gem. Lohnsburg a.K.) Piereth (O)                                 | Gobrechtsham (KG, Gem. Neuhofen i.I.) Ottenberg (O) | Pattigham (KG, Gem. Pattigham) Rampfen (O) |
| Litzlham (O) Reith (O, Gem. Waldzell)                                           | Kompassrose, die auf Nachbargemeinden zeigt         | Aigen (O) Pramet (KG, Gem. Pramet)         |
| Brandstatt (O, Gem. Waldzell) Waldzell (KG) Voglhaid (KG) (beide Gem. Waldzell) | Marö (O) St. Kollmann (KG)                          | Ebersau (O) Hartlhof (KG, Gem. Pramet)     |

## Geschichte und Sehenswürdigkeiten

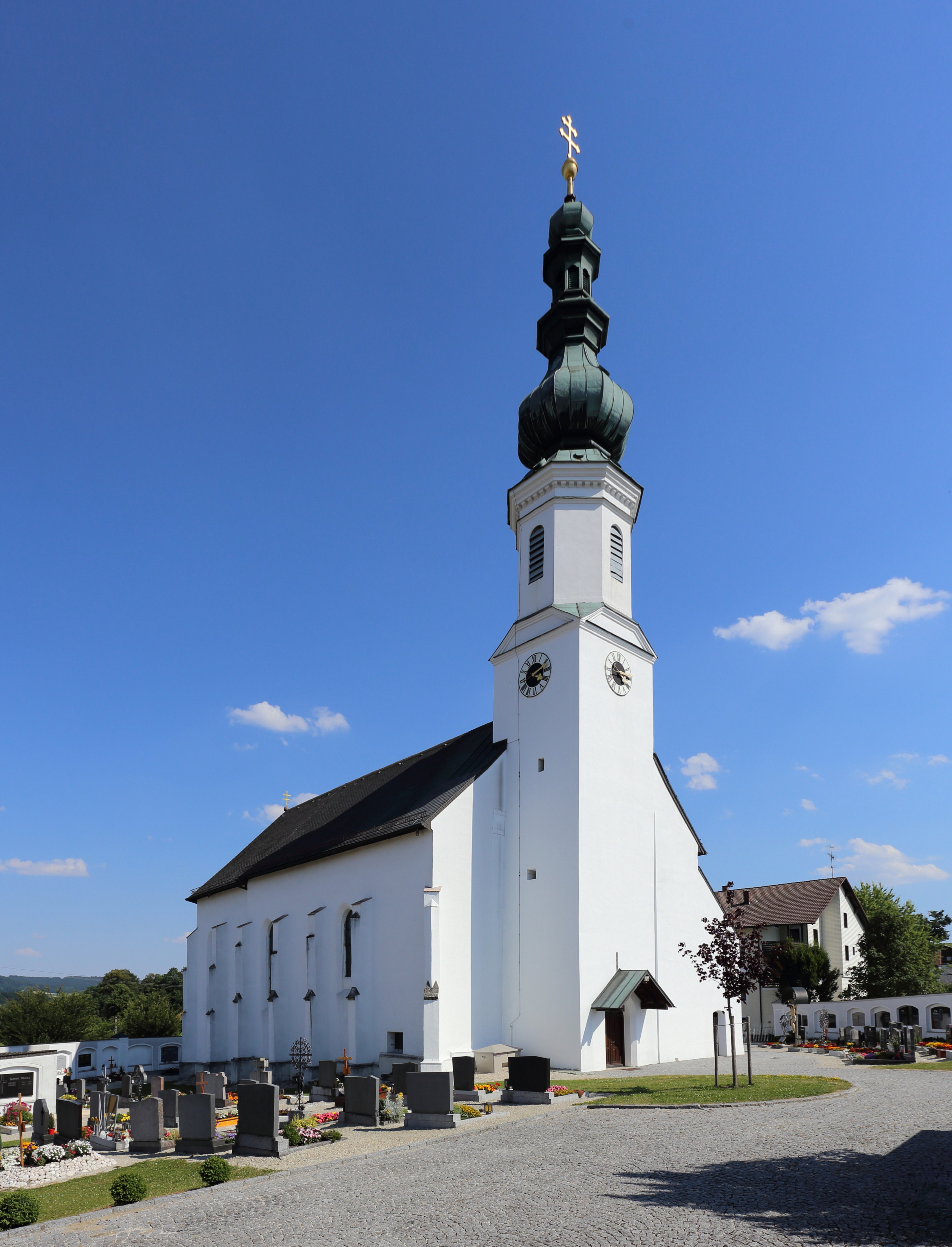
Pfarrkirche Hl. Martin

Der Ortsname Schildorn ist fränkischen Ursprungs (althochdeutsch sciltarin ‚Ansiedlung königlicher Schildträger‘), und dürfte 903 erstmals in einer Bistum Passauer Urkunde nachgewiesen sein.
Die Schildorner Kirche zum hl. Martin, 1064–83 erbaut, war dann auch die Haupt- und Mutterpfarre des nördlichen Hausruck-Kobernaußerwald-Gebietes, um 1300 wurde die Pfarrei aber in das inzwischen wichtigere Waldzell verlegt.
Hier waren auch  Edle von Schildorn ansässig, über deren Ansitz nichts bekannt ist, das Geschlecht erlosch im 13. Jahrhundert, die weltliche Verwaltung lag seither bei einem Propsteigericht zu Ried.
In 14. oder 15. Jahrhundert wurde die heutige Kirche errichtet, ab etwa dieser Zeit ist wieder eine (Filial-)Pfarrei genannt.
Bis 1779 war die Gegend bayrisch (damals Innbaiern), und bis 1783 gehörte sie zum Bistum Passau, Erzdekanat Mattsee, Pfarre Waldzell. Mit Gründung des Bistums Linz wurde 1784 die Pfarre neu errichtet, die bis 1884 auch Pramet umfasste. Daher wurde der Dichter Franz Stelzhamer, geboren zu Großpiesenham, hier 1802 getauft.
In der Nacht des 14. Oktober 1811 brannte der Pfarrhof ab, wodurch das Pfarrarchiv vernichtet wurde, daher sind die Kenntnisse über die frühe Neuzeit lückenhaft. Der Neubau steht heute unter Denkmalschutz.
1834 vernichtete ein Großbrand 18 Häuser, darunter die alte Schule.
Während der Napoleonischen Kriege wieder kurz königlich-bayrisch, gehört der Ort seit 1812 endgültig zum Kronland Österreich ob der Enns.
Mit der Revolution von 1848/49 wurde die Ortsgemeinde Schildorn geschaffen und der Ort auch politischer Amtssitz.
1887 wurde dann Pramet auch als politische Gemeinde eigenständig.
1969/70 wurde wieder eine Volksschule eingerichtet, bis 1975/76 mit Oberstufe, ab dann gehörte der Ort zum Schulspängel der Hauptschule Waldzell.
Bei der Adressreform der Gemeinde 1. Juli 2008 bekam der Ort erstmals Straßennamen, die alten Adressen waren noch dem System der Konskriptionsnummern gefolgt, und wurden nach Bauzeit vergeben, sodass die Hausnummern sehr unübersichtlich geworden waren.
| Hzgt. Bay. (zu Bst. Passau) | Krld. Österr. o.d.Enns (EHzgt. Österr.) | Krld. Österr. o.d.Enns (EHzgt. Österr.) | Kgr. Bay. | Krld. Österr. o.d.Enns (Kthm. Österr./ Österr.- Ugrn.) | Krld. Österr. o.d.Enns (Kthm. Österr./ Österr.- Ugrn.) | Bld. Oberösterreich (Rep. Österr.) | Bld. Oberösterreich (Rep. Österr.) | Bld. Oberösterreich (Rep. Österr.) | Bld. Oberösterreich (Rep. Österr.) | Bld. Oberösterreich (Rep. Österr.) | Bld. Oberösterreich (Rep. Österr.) | Bld. Oberösterreich (Rep. Österr.) |
| ∗1260                       | 1788                                    | 1809                                    | 1811      | 1825                                                   | 1869                                                   | 1951                               | 1961                               | 1971                               | 1981                               | 1991                               | 2001                               | 2011                               |
| −                           | −                                       | −                                       | 156       | 199                                                    | 162                                                    | 139                                | 160                                | 208                                | 219                                | 240                                | 399                                | 410                                |
| 2                           | 32                                      | 32                                      | 28        | 27                                                     | 25                                                     | 26                                 | 34                                 | 46                                 | 62                                 | 84                                 | 123                                | (125)                              |

∗ unscharfe Angabe des Jahres

Gebäudestand für 2011 ist von 2008